# دايتون (ألاباما)
دايتون (بالإنجليزية: Dayton)‏ هي مدينة أمريكية تقع في ولاية ألاباما.تبلغ مساحة هذه المدينة 2.6 (كم²)،ويبلغ عدد سكانها 60 نسمة حسب إحصاء سنة 2010 م.تشير الإحصاءات بأن الكثافة السكانية في هذه المدينة تقدر بـ(23.1) نسمة/كم2.

## أعلام
- سارة بيرد أسكيو
- ريتشارد هنري كلارك